# Hà Nội Mới
Hà Nội Mới (tên cách điệu: Hànộimới) là cơ quan truyền thông trực thuộc Thành ủy Hà Nội ra mắt số báo in đầu tiên vào ngày 24 tháng 10 năm 1957 dưới tên gọi Báo Thủ Đô. Năm 2004, đây là tờ báo đầu tiên trên cả nước xuất bản hai ấn phẩm phụ mỗi ngày.

## Lịch sử
Tiền thân của Hànộimới là Báo Thủ đô, ra đời chỉ vài tuần sau sự kiện giải phóng miền Bắc. Năm 1958, hai tờ báo Thủ đô và Hà Nội hàng ngày hợp nhất lại thành lập nên Báo Thủ đô Hà Nội. Một thập kỷ sau, Thủ đô Hà Nội tiếp tục sáp nhập với Thời mới trở thành Hànộimới, cả hai lần thay đổi đều do Chủ tịch Hồ Chí Minh đặt tên. Năm 2002, từ một tờ báo có bốn trang in hai màu, Hànộimới tăng lên thành tám trang, in màu hai trang 1 và 8 cùng với nhiều chuyên mục mới. Ngày 10 tháng 10 năm 2003, trang tin điện tử chính thức được hòa mạng Internet nhân dịp kỷ niệm 49 năm Ngày Giải phóng Thủ đô, giao diện được cập nhật trong năm 2023 nhằm tối ưu hóa trải nghiệm trên mọi thiết bị điện tử. Tháng 8 năm 2008, khi tỉnh Hà Tây hợp nhất với Hà Nội, Báo Hà Tây cũng chuyển hoạt động kinh doanh sang Hànộimới.
Trụ sở tờ báo đặt tại số 44 Lê Thái Tổ, Phường Hàng Trống, Quận Hoàn Kiếm, Hà Nội được xây dựng vào năm 1893 theo phong cách kiến trúc của Pháp thuở Việt Nam còn là một thuộc địa Đông Dương. Nơi đây trước đó vốn là tòa soạn báo L'Avenir du Tonkin (Tương lai Bắc Kỳ) do thầu khoán chợ Jules Cousin và nhà buôn F. Mainfroy sáng lập. Trong năm 2014, tờ báo được trao tặng danh hiệu Anh hùng Lao động. Đến quý hai năm 2023, ông Nguyễn Minh Đức được bổ nhiệm làm Tổng biên tập mới của nhật báo.